# フランチェスコ2世・ゴンザーガ

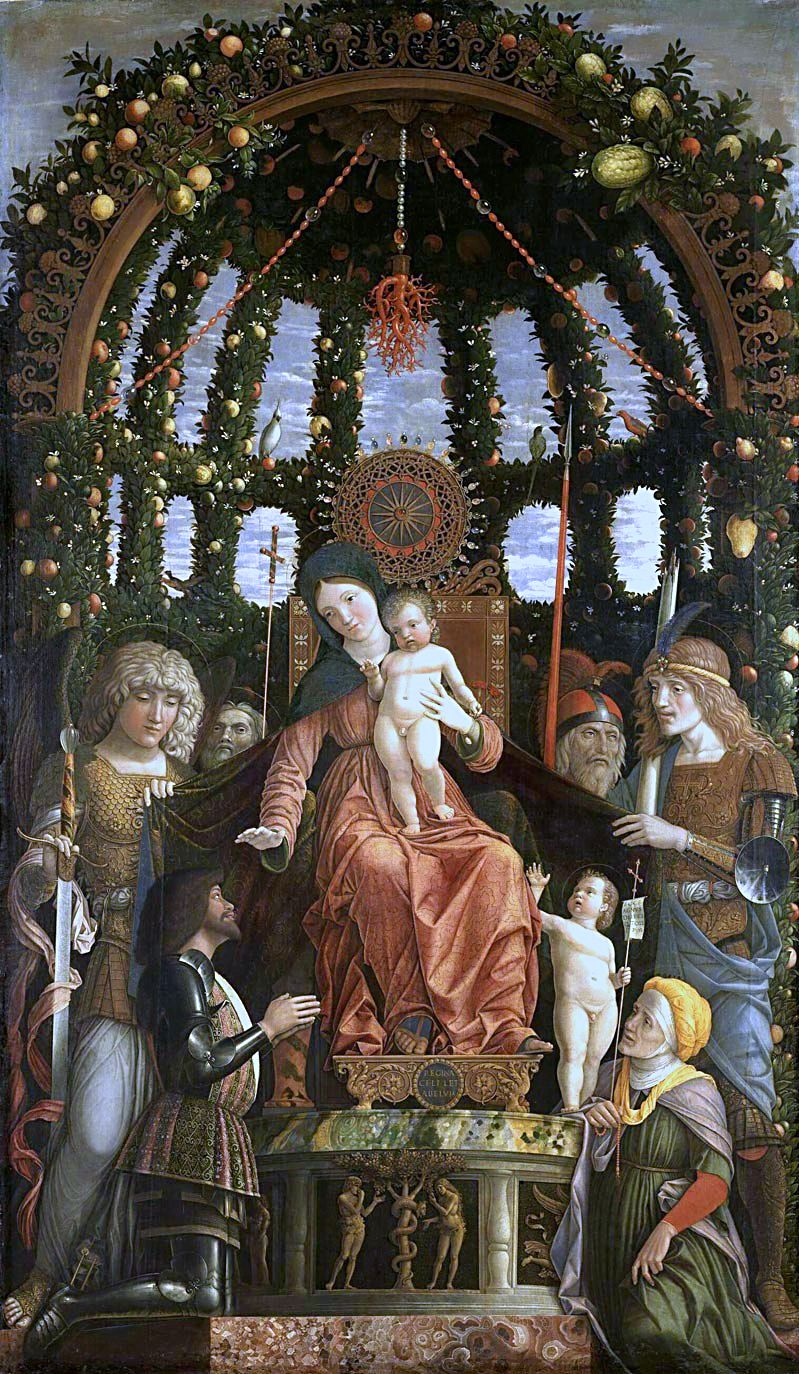
勝利の聖母, アンドレーア・マンテーニャ、ルーブル美術館（パリ）、元はフランチェスコ2世がフォルノーヴォの戦いを記念しマントヴァのサンタ・マリーア・デッラ・ヴィットーリア礼拝堂に寄贈した物

フランチェスコ2世・ゴンザーガ（Francesco II Gonzaga, 1466年8月10日 - 1519年3月29日）は、マントヴァ侯。フェデリーコ1世・ゴンザーガとバイエルン公アルブレヒト3世の娘マルゲリータ・ディ・バヴィエラとの息子である。ジャンフランチェスコ（Gianfrancesco）とも。

## 生涯
父の死によりマントヴァ侯に即位、1490年2月12日、フェラーラ公エルコレ1世・デステの娘イザベラ・デステと結婚し、ゴンザーガ家とエステ家の伝統的な同盟関係を更新した。
1495年のフォルノーヴォの戦いで、フランチェスコ2世・ゴンザーガ率いるミラノ公国とヴェネツィア共和国の同盟軍は、ナポリ王となっていたフランス王シャルル8世に勝利し、
敗北したフランスが撤退したためナポリはアラゴンの手に戻った。
1519年に死去。一説では死因は梅毒といわれる。

## 家族
フランチェスコ2世とイザベラとの間には成人した6人の子があった。
- エレオノーラ（1494年 - 1570年） - ウルビーノ公フランチェスコ・マリーア・デッラ・ローヴェレと結婚。
- マルゲリータ（1496年生） - 早世
- フェデリーコ（1500年 - 1540年） - 1519年からフェデリーコ2世としてマントヴァ侯、1530年からマントヴァ公、1531年にマルゲリータ・デル・モンフェッラート（1510年 - 1566年）と結婚し1533年からモンフェッラート侯となった。
- イッポーリタ（1501年 - 1570年） - 尼
- エルコレ（1505年11月22日 - 1563年3月2日） - 1521年からマントヴァ司教、1527年から枢機卿、1540年から甥フランチェスコ3世の摂政を務めた。
- フェランテ1世（1507年 - 1557年） - 1529年にイザベッラ・ダ・カプア（Isabella da Capua, 1559年没）と結婚。1539年にグアスタッラ伯、1536年から1546年までシチリア総督、1546年からミラノ総督を務めた。
- リヴィア（1508年 - 1569年） - 尼僧となりパオラと名乗った。